# Сайлом-Спрингс (Арканзас)
Сайлом-Спрингс (англ. Siloam Springs, Arkansas) — город, расположенный в округе Бентон (штат Арканзас, США) с населением в 13 990 человек по статистическим данным переписи 2005 года.
В городе находится частный Университет имени Джона Брауна.

## География

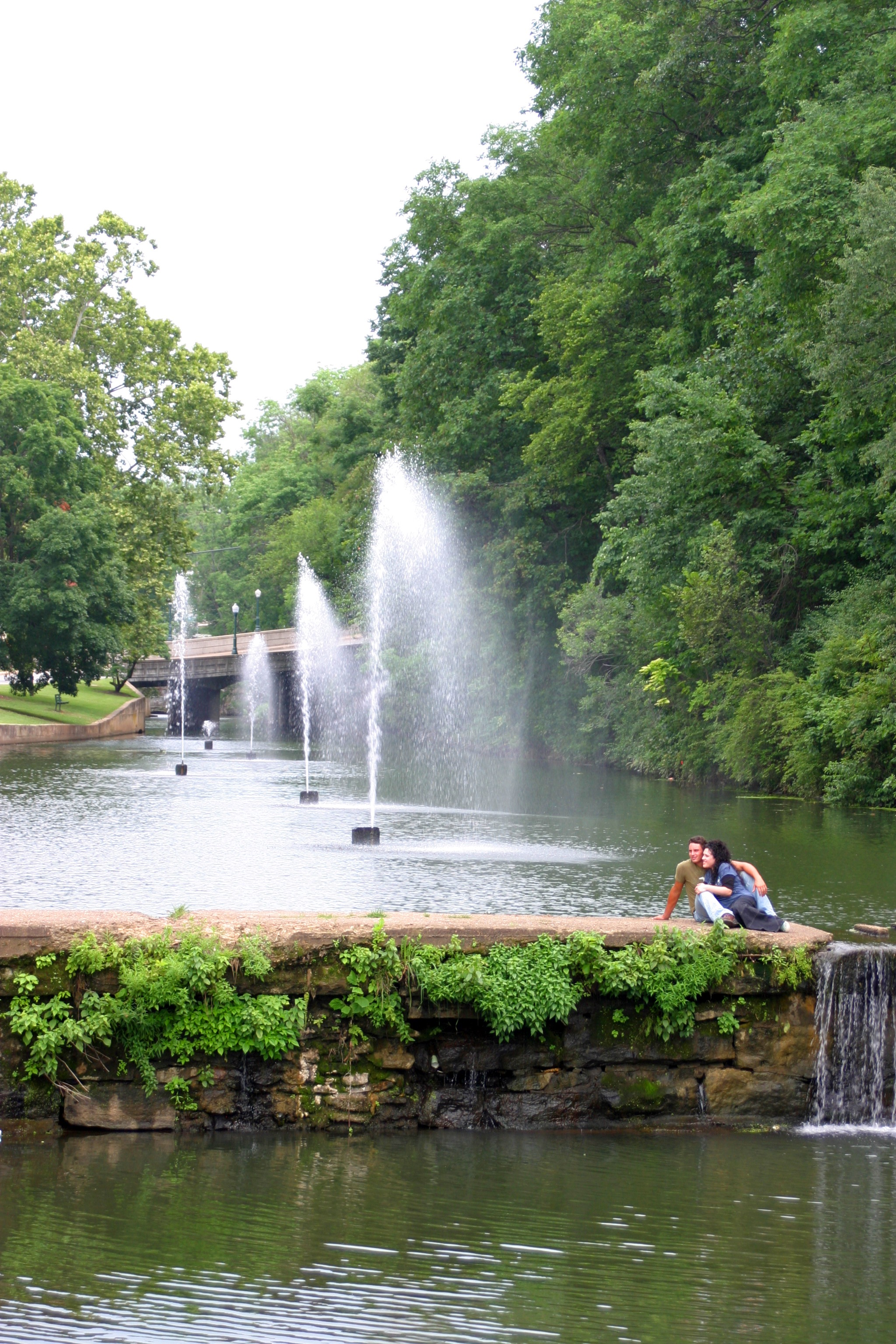
Комплекс фонтанов в центре города

По данным Бюро переписи населения США город Сайлом-Спрингс имеет общую площадь в 27,45 квадратных километров, водных ресурсов в черте населённого пункта не имеется.
Сайлом-Спрингс находится на высоте 345 метров над уровнем моря.
Округ Бентон расположен на территории южных равнин, плавно переходящей в плато Озарк, на самой высокой точке которого находится Сайлом-Спрингс. Практически во всех районах местности произрастает кизил.
Исторически местность населяли индейцы племени осейджи, а основали будущий город европейские переселенцы немецкого и ирландо-шотландского происхождения. Считается, что основателем и первым поселенцем был Саймон Сейгер, при этом первоначально населённый пункт назывался Хайко. В честь первого жителя назван небольшой ручей Сейгер-Крик, протекающий через центральную часть города.
Ранее Сайлом-Спрингс состоял из двух разделённых частей — города в Арканзасе и района Уэст-Сайлом, который прежде размещался на территории штата Оклахома. В более позднее время район Уэст-Сайлом отошёл под одну из резерваций индейского племени чероки.

## Демография
По данным переписи населения 2009 года в Сайлом-Спрингсе проживало 10 843 человека, 2647 семей, насчитывалось 3894 домашних хозяйств и 4223 жилых дома. Средняя плотность населения составляла около 397 человек на один квадратный километр. Расовый состав Сайлом-Спрингса по данным переписи распределился следующим образом: 85,22 % белых, 0,49 % — чёрных или афроамериканцев, 4,29 % — коренных американцев, 0,83 % — азиатов, 0,08 % — выходцев с тихоокеанских островов, 3,42 % — представителей смешанных рас, 5,67 % — других народностей. Испаноговорящие составили 14,00 % от всех жителей города.
Из 3894 домашних хозяйств в 34,8 % — воспитывали детей в возрасте до 18 лет, 53,8 % представляли собой совместно проживающие супружеские пары, в 10,6 % семей женщины проживали без мужей, 32,0 % не имели семей. 26,9 % от общего числа семей на момент переписи жили самостоятельно, при этом 11,9 % составили одинокие пожилые люди в возрасте 65 лет и старше. Средний размер домашнего хозяйства составил 2,57 человек, а средний размер семьи — 3,11 человек.
Население города по возрастному диапазону по данным переписи 2000 года распределилось следующим образом: 26,0 % — жители младше 18 лет, 16,8 % — между 18 и 24 годами, 27,8 % — от 25 до 44 лет, 17,1 % — от 45 до 64 лет и 12,3 % — в возрасте 65 лет и старше. Средний возраст жителей составил 30 лет. На каждые 100 женщин в Сайлом-Спрингсе приходилось 95,6 мужчин, при этом на каждые сто женщин 18 лет и старше приходилось 91,2 мужчин также старше 18 лет.
Средний доход на одно домашнее хозяйство в городе составил 34 513 долларов США, а средний доход на одну семью — 41 153 доллара. При этом мужчины имели средний доход в 27 339 долларов США в год против 21 451 доллар среднегодового дохода у женщин. Доход на душу населения в городе составил 16 047 долларов в год. 9,5 % от всего числа семей в округе и 12,5 % от всей численности населения находилось на момент переписи населения за чертой бедности, при этом 17,6 % из них были моложе 18 лет и 8,6 % — в возрасте 65 лет и старше.